# Jan Opletal
Jan Opletal (1. Januar 1915 in Lhota nad Moravou, Österreich-Ungarn – 11. November 1939 in Prag) war ein tschechoslowakischer Medizinstudent der Prager Karls-Universität, der bei einer Widerstandsdemonstration am tschechoslowakischen Unabhängigkeitstag, dem 28. Oktober 1939, angeschossen und schwer verletzt wurde. Er verstarb zwei Wochen darauf.
Jan Opletal gilt als Symbolfigur des tschechischen Widerstands gegen den Nationalsozialismus.

## Leben
Opletal stammt aus bescheidenen Verhältnissen. Er wurde in Lhota nad Moravou, einer kleinen Ortschaft nahe Náklo im Norden Mährens am Neujahrstag des Jahres 1915 geboren. Er war das achte Kind in der Familie von Anna und Štěpán Opletal. Seine Eltern gaben als Geburtsdatum den 31. Dezember 1914 an, um ihn ein Jahr früher einschulen zu können. Opletal besuchte die Grundschule in Náklo und dann ein Jahr die Gemeindeschule in Štěpánov u Olomouce. Eigentlich sollte er danach eine Lehre in der Pumpenfabrik der Brüder Sigmund in Lutín beginnen, wurde jedoch 1926 auf Empfehlung seiner Lehrer, die seine Intelligenz und seine Disziplin erkannten, in das Gymnasium in Litovel aufgenommen. Er schloss sich der Turnerbewegung Sokol an und nutzte auch deren Bildungsangebote. Das Abitur schloss er 1934 mit Auszeichnung ab. Danach wollte er Pilot werden und bewarb sich in der Flugschule von Prostějov. Mangels Sehstärke wurde er jedoch nicht aufgenommen. Daraufhin besuchte er die Schule für Reserveoffiziere in Hranice na Moravě und absolvierte den Militärdienst in einer Reiterkaserne.
Im Wintersemester 1936/1937 begann er sein Medizinstudium an der Prager Karls-Universität.
Vor dem Jahrestag der tschechoslowakischen Unabhängigkeit am
28. Oktober 1939 riefen Jan Opletal und andere Medizinstudenten in Flugblättern zum Widerstand gegen die deutsche Besetzung auf. Im ganzen Protektorat Böhmen und Mähren fanden Demonstrationen der tschechischen Bevölkerung und Streiks statt. In Prag versammelten sich im Laufe des Tages immer mehr Menschen, sangen die Nationalhymne, forderten die Rückkehr von Edvard Beneš und skandierten antideutsche Slogans. Einige, darunter viele Studenten, vandalierten Schaufenster deutscher Geschäfte. Da die tschechische Polizei, die mit den Demonstranten sympathisierte, nicht einschritt, begannen deutsche Zivilpolizisten in die Menge zu schießen. Dabei wurde der Arbeiter Václav Sedláček erschossen und Jan Opletal schwer verletzt. Opletal erlag am 11. November 1939 seiner Verletzung.

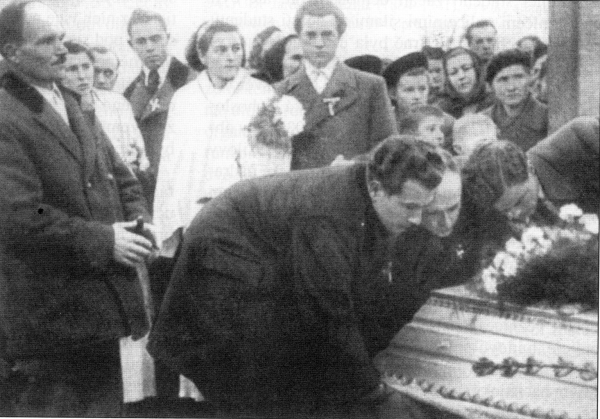
Begräbnis Jan Opletals am 16. November 1939 in Náklo

Am 15. November 1939 wurde er aufgebahrt und durch Prag gefahren. Bei der Gedenkveranstaltung am Institut für Pathologie und in der anliegenden Kapelle waren mehr als 3000 Studenten zugegen. Hunderte Studenten folgten danach seinem Sarg und es schlossen sich immer mehr Einwohner an. Als sein Sarg zum Bahnhof für den Transport in seine Heimat, nach Náklo in Mähren, gebracht wurde, stimmte die inzwischen auf Tausende von Menschen angewachsene Menge die tschechische Hymne an. Als der Trauerzug den Karlsplatz erreichte, kam es zu Auseinandersetzungen mit der tschechischen Polizei, so dass sich die Studenten in das Gebäude der Technischen Universität zurückzogen. Dieses durften sie unter Aufsicht nur in kleinen Gruppen verlassen, welche sich aber später wieder zu einer Prozession zusammenschlossen, die versuchte durch das Stadtzentrum zu brechen.
Die Reaktion der deutschen Besatzer darauf war die Sonderaktion Prag am 17. November 1939. Dabei kam es zur Verhaftung von 1850 Studenten und Hinrichtung von neun Studentenführern ohne Gerichtsprozess, darunter auch František Skorkovský. 1200 tschechische Studenten wurden im Konzentrationslager Sachsenhausen interniert, alle tschechischen Universitäten geschlossen.
Die Ermordung von Jan Opletal und die darauf folgende Schließung der Prager Universität führten am 18. November 1939 zu Solidaritätsdemonstrationen an der Universität in Belgrad.

## Samtene Revolution

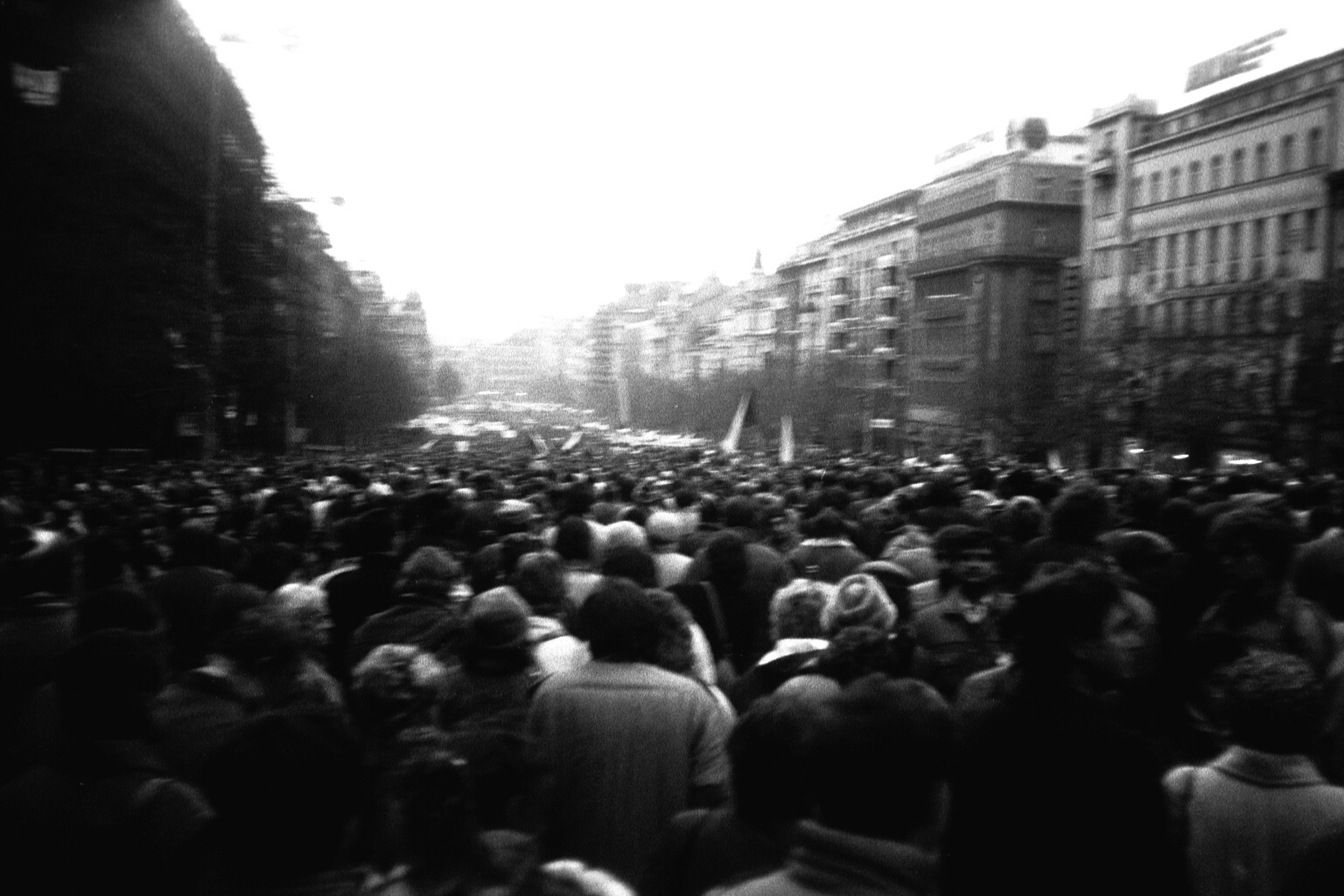
Demonstration am Wenzelsplatz, November 1989

Am 16. bzw. 17. November 1989 fanden – anlässlich des 50. Jahrestags der Sonderaktion Prag – Demonstrationen in Bratislava und Prag statt, die schließlich zur Samtenen Revolution und am 29. Dezember 1989 zur Wahl von Václav Havel zum Staatspräsidenten führten. Die Prager Demonstranten wählten dieselbe Route wie 50 Jahre zuvor der Trauerzug für Jan Opletal: von Albertov über die Národní třída zum Wenzelsplatz.

## Auszeichnung
- 1945: Doktortitel MUDr. mu „in memoriam“ von der Karls-Universität in Prag.[10]
- 1996: Tomáš-Garrigue-Masaryk-Orden (1. Klasse) postum[11]

## Gedenken
In Tschechien sind zahlreiche Straßen nach Opletal benannt, unter anderem in Brünn, Jablonec nad Nisou, Most, Olomouc, Poděbrady, Prag und Řevnice. Das Gymnasium in Litovel, welches er besuchte, trägt heute seinen Namen. Weiter gibt es eine Reihe von Denkmälern, die an ihn erinnern, so z. B. ein Gedenkstein im Wald westlich von Březina u Křtin.
Seit 1941 wird der Ereignisse vom 17. November 1939 mit dem International Students’ Day gedacht.
Anlässlich dieses internationalen Studententages wird von der European Students' Union ein Jan Opletal Prize vergeben.
In den Jahren 1989 und 2015 wurden zur Erinnerung an Jan Opletal zwei Sonderbriefmarken herausgegeben.
Im August 2014 erinnerte eine Ausstellung in Prag an Jan Opletal und die Schließung der tschechischen Universitäten.

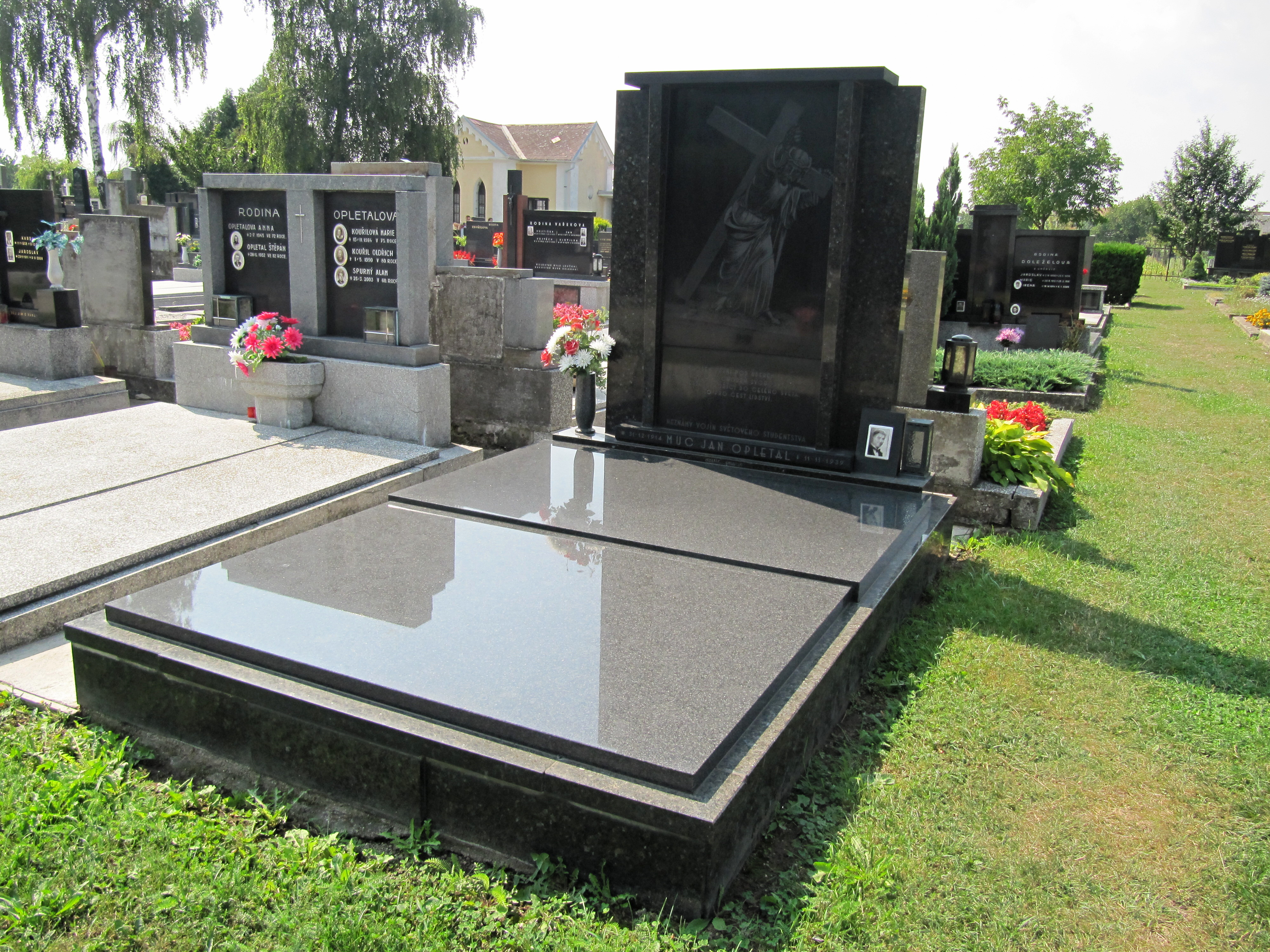
Grabstätte für Jan Opletal in Náklo
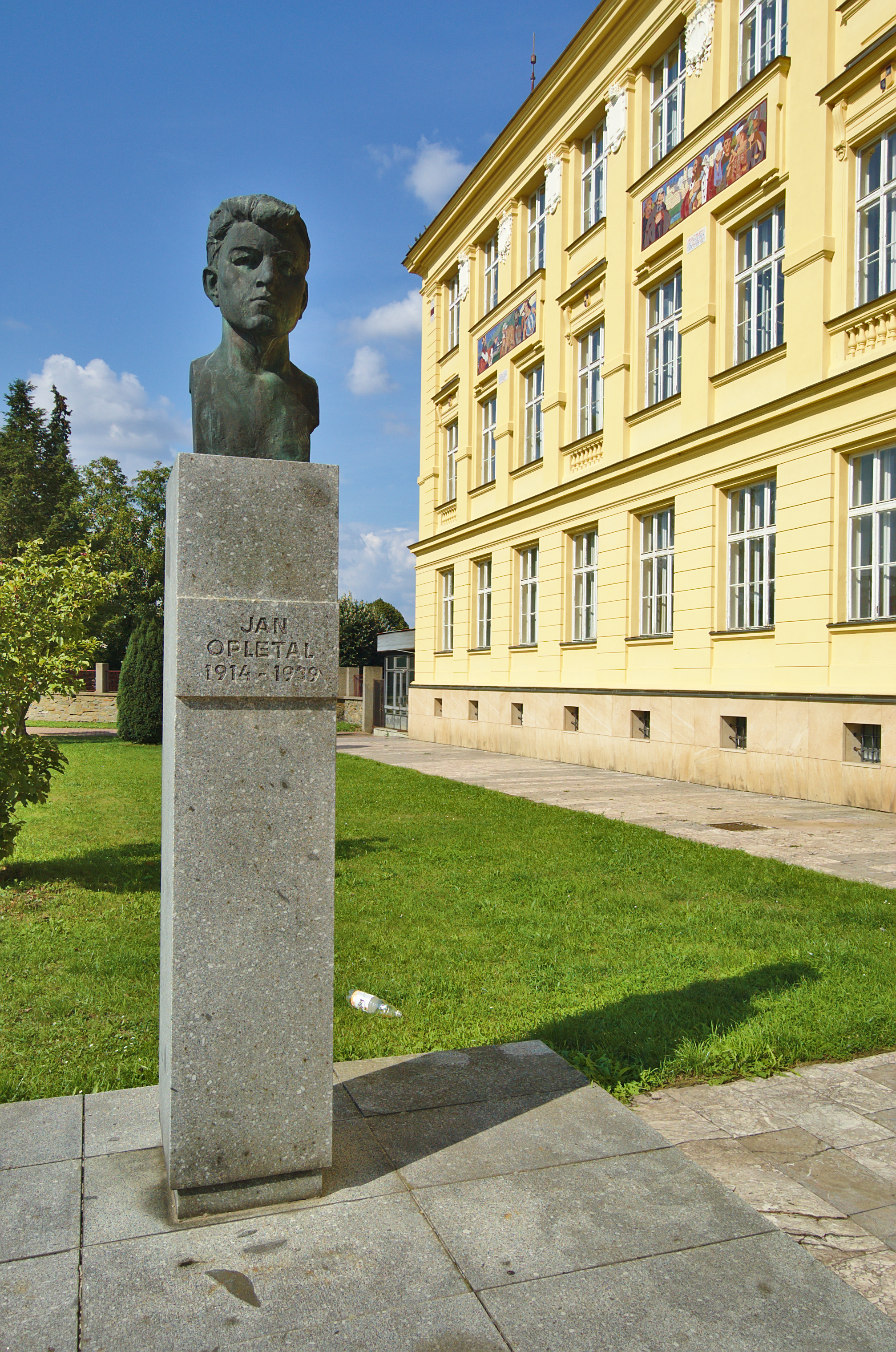
Büste von Jan Opletal vor dem Gymnasium Jana Opletala in Litovel
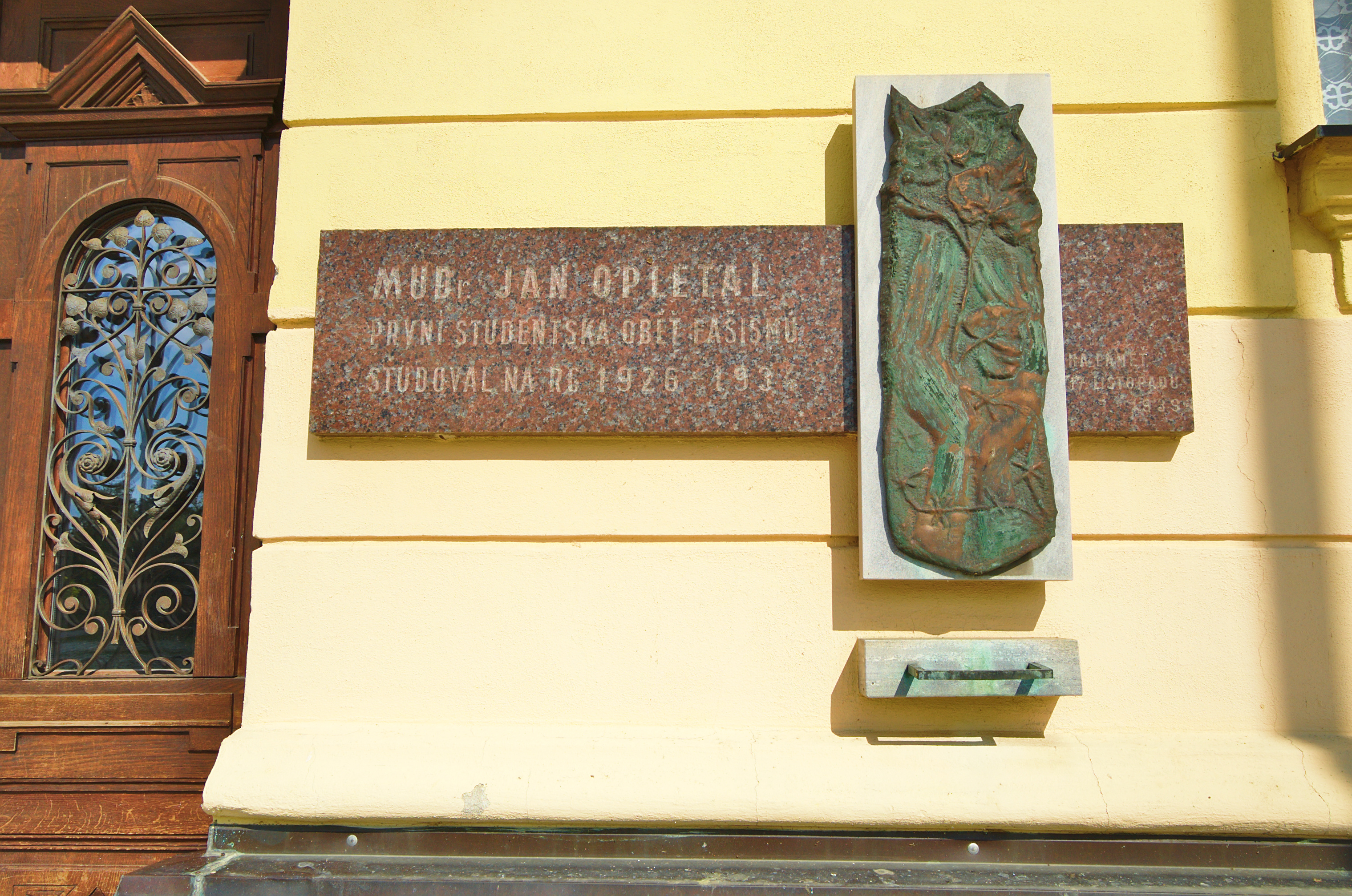
Gedenktafel am Gymnasium Jana Opletala
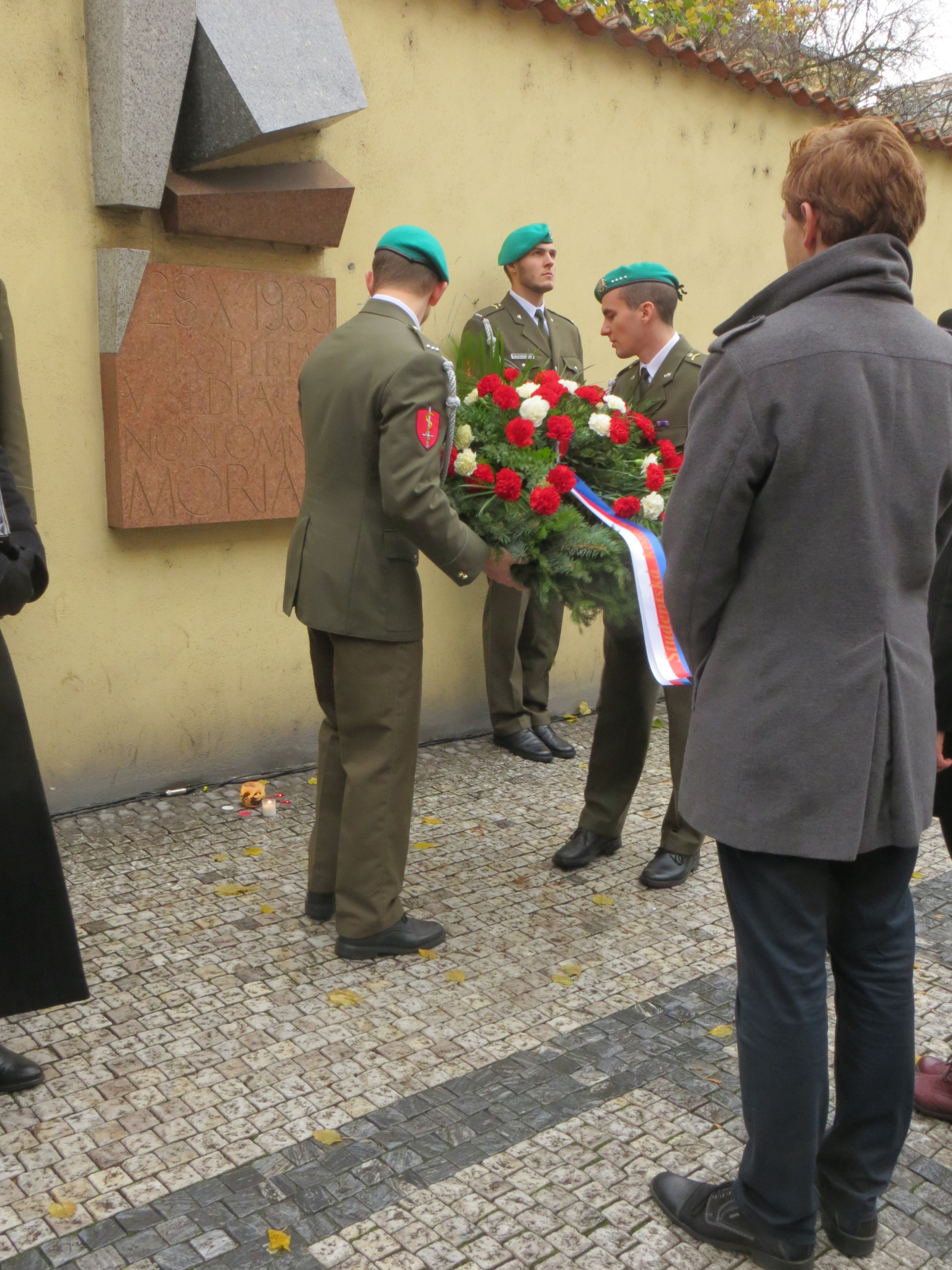
Gedenktafel für Jan Opletal und Václav Sedláček in Prag
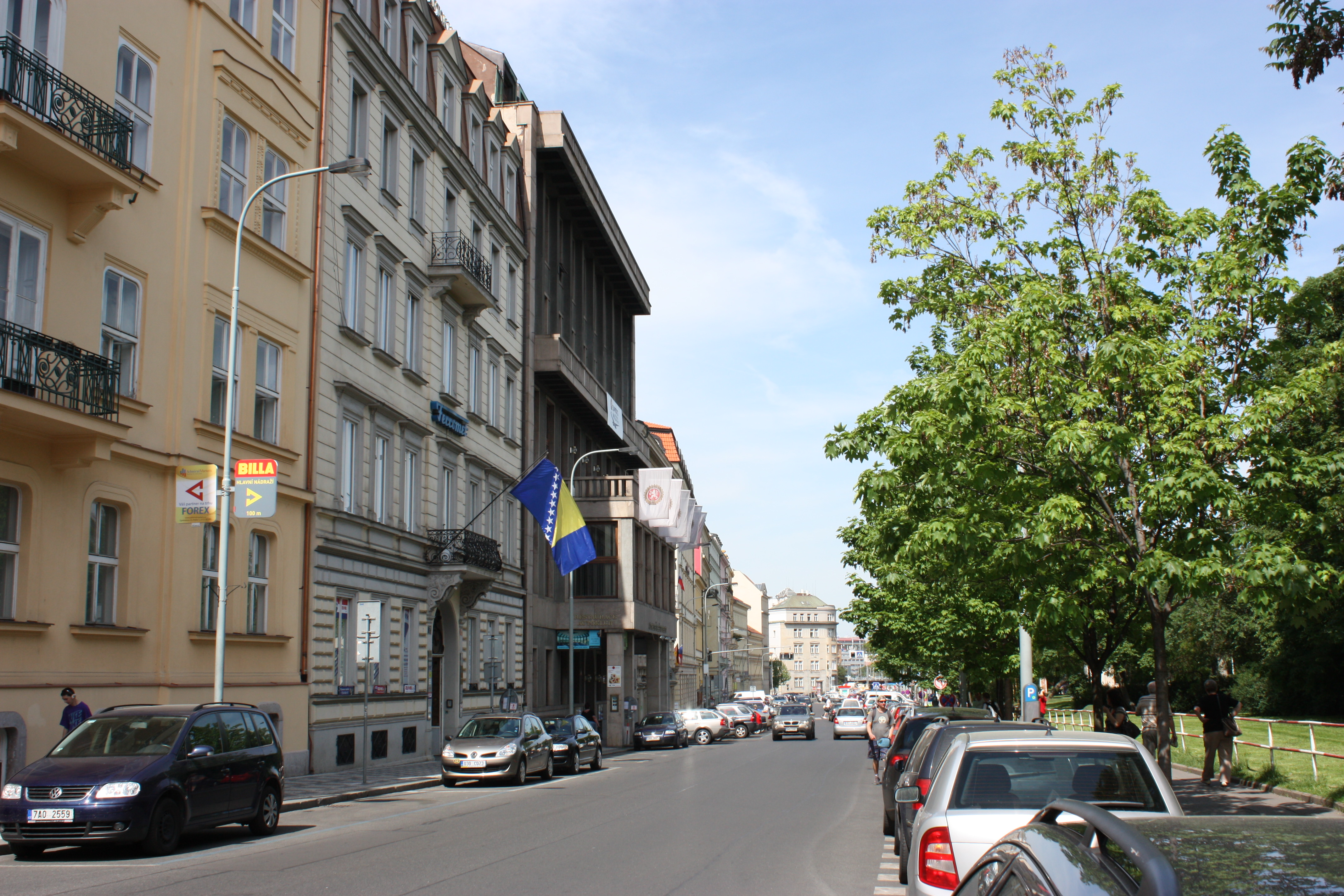
Die Opletalova Straße in der Prager Neustadt
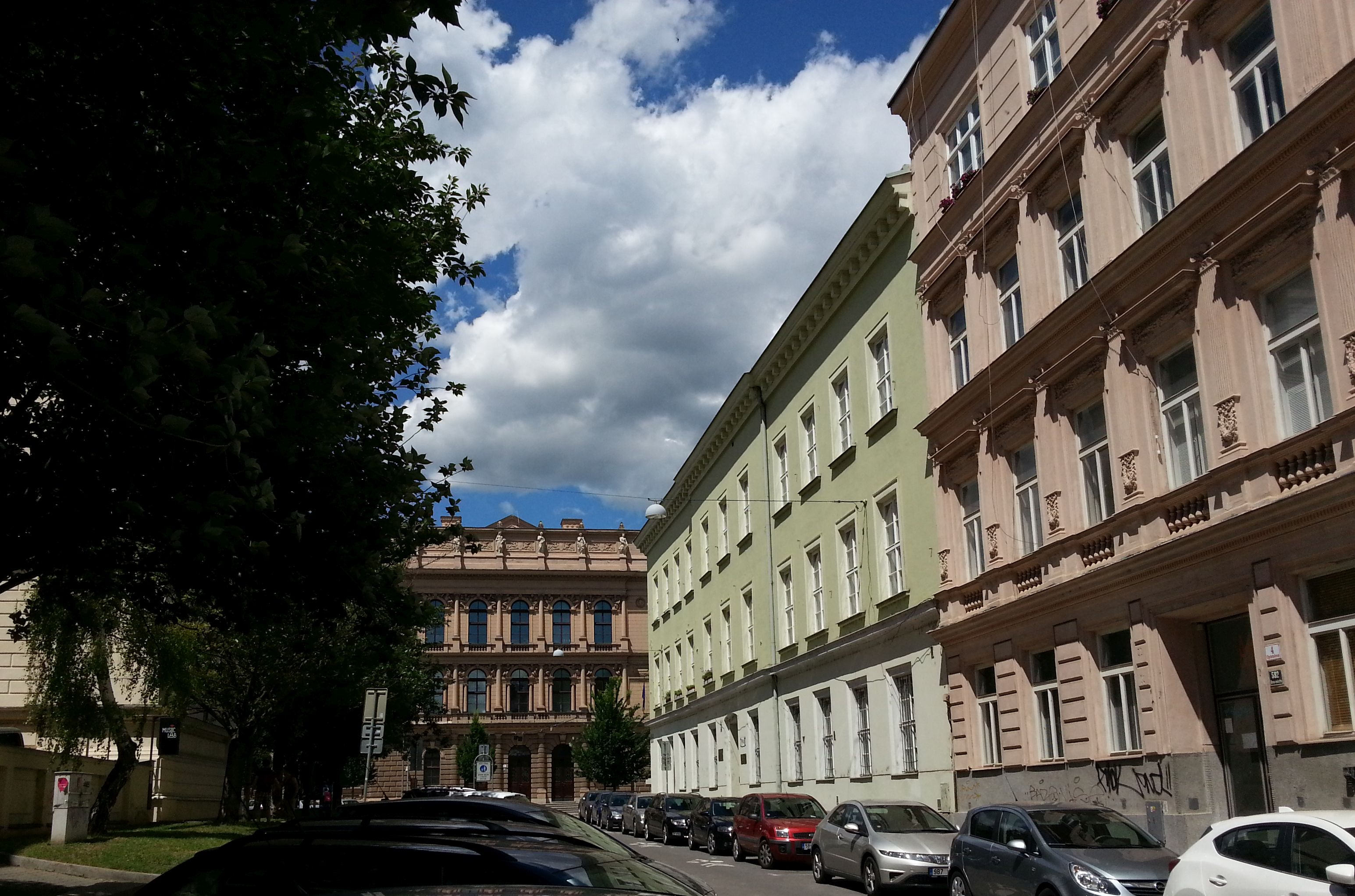
Die Opletalova Straße in Brünn, in Hintergrund das Verfassungsgericht